# Eushully
Eushully (яп. エウシュリー Eushurī) (エウシュリー Eushurī)
это японская эроге - студия, располагающаяся в Саппоро, Хоккайдо. Игры производства этой студии часто достигают высоких позиций на японских чартах продаж, и даже выбиваются в ТОП рейтингов среди эроге, , но по состоянию на 2016 год, ни один визуальный роман не был официально выпущен за пределами Японии.

## История
Eushully была создана в 1998 году как развитие команды при Arkham Products. В марте 2005 года члены группы приняли решение объединиться в общество Eukleia под руководством Хиро Фудзивара.
Компания в основном производит JRPG-игры. Их самая известная франшиза - Ikusa Megami.

## Игры
- War Goddess (戦女神, Ikusa Megami?)   (Выпущена:  29 Января 1999)
- Maid in Bunny (めいどいんばに～, Meido in Banī?)   (Выпущена: 9 Июня 2000)
- Phantom Shogun Princess (幻燐の姫将軍, Genrin no Kishōgun?)   (Выпущена: 27 Апреля 2001)
- War Goddess 2: Requiem to Forgotten Memories (戦女神2 ～失われし記憶への鎮魂歌～, Ikusa Megami Tsū: Ushinawareshi Kioku e no Chinkonka?)   (Выпущена: 25 Октября 2002)
- Phantom Shogun Princess 2: Genealogy of the Guiding Souls (幻燐の姫将軍2 ～導かれし魂の系譜～, Genrin no Kishōgun Tsū: Michibikareshi Tamashii no Keifu?)   (Выпущена: 19 Декабря 2003)
- War Emperor: Sinking into Twilight (空帝戦騎 ～黄昏に沈む楔～, Kūtei Senki: Tasogare ni Shizumu Kusabi?)   (Выпущена: 26 Ноября 2004)
- Slave Princess of Darkness: Slow Ruin in the Blue Coral Forest (冥色の隷姫 ～緩やかに廃滅する青珊瑚の森～, Meishoku no Reiki: Yuruyaka ni Shisuru Aosango no Mori?)   (Выпущена: 16 Сентября 2005)
- Song to the Rapids on Mount Fukaki (峰深き瀬にたゆたう唄, Mine Fukaki Se ni Tayutau Uta?)   (Выпущена: 25 Августа 2006)
- War Goddess ZERO (戦女神ZERO, Ikusa Megami Zero?)   (Выпущена: 13 Июня 2008)
- Himegari Dungeon Meister (姫狩りダンジョンマイスター, Himegari Danjon Maisutā?)   (Выпущена: 24 Апреля 2009)
- War Goddess VERITA (戦女神VERITA, Ikusa Megami Verita?)   (Выпущена: 23 Апреля 2010)
- Kamidori Alchemy Meister (神採りアルケミーマイスター, Kamidori Arukemī Maisutā?)   (Выпущена: 22 Апреля 2011)
- Soukoku no Arterial (創刻のアテリアル?)   (Выпущена: 27 Апреля 2012)
- Madou Koukaku (魔導巧殻〜闇の月女神は導国で歌う〜? ~Yami no Tsuki Megami wa Doukoku de Utau~)   (Выпущена: 26 Апреля 2013)
- La DEA of Libra. War Goddess MEMORIA (天秤のLa DEA。戦女神MEMORIA, Tenbin no La Dea. Ikusa Megami Memoria?)   (Выпущена: 25 Апреля 2014)
- Rhapsody of God (яп. 神のラプソディ Kami no Rhapsody) (Выпущена: 24 Апреля 2015)
- Rings of King Sankai  (яп. 珊海王の円環? Sankai Ou no Yubiwa)   (Выпущена: 28 Апреля 2016)
- Amayui Castle Meister (яп. 天結いキャッスルマイスター Ten yui kyassurumaisutā) (Выпущена: 26 Мая 2017)
- Sealed Grasesta (яп. 封緘のグラセスタ Fūkan no gurasesuta) (Выпущена: 11 Ноября 2018)
- Tenmei no Conquista (яп. 天冥のコンキスタ Ten mei no konkisuta) (Выпущена: 29 Мая 2020)

## Отзывы и критика
Первая игра студии, Ikusa Megami, встретилась с преимущественно нейтральными или несколько отрицательными отзывами, из-за технических проблем, монотонной музыки, и истории, которая, в лучшем случае, считалась посредственной. Некоторые источники отмечают оригинальность боевой системы и хорошо воспроизведенные CG-изображения как положительные аспекты.
Ikusa Megami 2 получила довольно положительные отзывы за своих персонажей и игровой процесс, , но была раскритикована, как и её предшественник, из-за слабого основного сюжета и требования тратить множество времени на повышение уровня, чтобы продвигаться дальше по сюжетной линии.
Maid in Bunny получила высокую оценку за её дизайн и геймплей; самая распространенная жалоба на игру это то, что она слишком короткая.